# Dieffenbachs ral
Dieffenbachs ral (Hypotaenidia dieffenbachii, synoniem: Gallirallus dieffenbachii) is een uitgestorven niet-vliegende vogel uit de familie van de rallen (Rallidae). Het type-exemplaar werd in 1840 door Ernst Dieffenbach verzameld op de Chathameilanden en in 1843 door George Robert Gray beschreven. De soort is uitgestorven sinds 1872. De soortaanduiding eert de Duitse geoloog Ernst Dieffenbach. Er is wel veel subfossiel materiaal van deze vogel.

## Beschrijving
De rug van de ral was olijfbruin en onregelmatig geband in de kleuren zand en zwart. De bovenrug had zwarte en bruine horizontale strepen. De onderrug was onduidelijk donkerbruin gestreept. De bovenkant van de kop en de nek waren roodbruin. Een kastanjebruine streep liep van de snavel over het oog naar de achterkant van de nek. Boven de ogen was een lichtgrijze streep, de kin en keel waren ook lichtgrijs. De witgrijze keel en de bruin gebandeerde borst werden gescheiden door een band van zwarte veren met witachtige punten. De bovenbuik was zwart met wit gestreept. De onderbuik was zwart, de onderstaartdekveren zwart met roodbruine banden.
Illustraties van de soort laten zien dat het verenkleed opvallend veel lijkt op dat van de geelbandral (Hypotaenidia phillipensis). Het verschilt echter in sommige opzichten van het volwassen verenkleed van deze soort, waar het meer lijkt op het juveniele verenkleed van de bontbekplevier. Vergeleken met de chathamral (Cabalus modestus) had deze soort een meer ontwikkeld borstbeen. De snavellengte lag tussen die van de geelbandral en de chathamral in; de snavel was naar beneden gebogen.
Dieffenbachs ral was 31 centimeter lang en groter en sterker gebouwd dan de geelbandral. De snavel van Dieffenbachs ral was ongeveer even groot in verhouding tot de schedellengte, maar sterker en meer gekromd dan die van de geelbandral. De grootteverhoudingen van de botten van Dieffenbachs ral lijken erg op die van de wekaral, maar de wekaral is over het geheel genomen aanzienlijk groter. Het vliegapparaat is gereduceerd en de soort is daarom vleugellam.

## Leefwijze
Het feit dat Dieffenbachs ral qua lichaamstype sterk leek op de wekaral suggereert dat het zijn ecologische tegenhanger was voor de Chathameilanden. Dieffenbachs ral leefde waarschijnlijk in bossen, met varens begroeide gebieden en zoet- en zoutwatermoerassen of moerassen. Als grondbroedvogel was hij bijzonder kwetsbaar voor grondbewerking, vee en begrazing.

## Verspreiding en uitsterven
De soort kwam voor op de Chathameilanden en de Mangareilanden bij Pitt Island; volgens botvondsten kwam de soort vroeger ook voor op Pitt Island zelf. Een enkel exemplaar van Dieffenbachs ral werd voor de eerste en laatste keer levend gevangen door Dieffenbach in 1840 en beschreven door Gray, toen de soort al zeldzaam was op Chatham. De laatste waarneming was in 1872, de soort is waarschijnlijk uitgestorven door predatie door geïntroduceerde honden, katten en ratten, maar ook door bosbranden die zijn aangestoken om landbouwgrond te ontginnen.